# Noguchia opposita
Noguchia opposita là một loài rêu tản trong họ Plagiochilaceae. Loài này được (Reinw., Blume & Nees) Inoue miêu tả khoa học lần đầu tiên năm 1958.